# Zetazeroalfa
ZetaZeroAlfa (дзета-дзеро-алфа, т.е. зет-нула-алфа), съкратено ZZA, е италианска алтернатив рок група, официална за италианското профашистко движение „Каза Паунд“.
ZZA е основана през 1997 г. и има 8 издадени албума към 2013 г., както и участия в други алтернатив и РАК проекти. Имат над 80 турнета в Италия и в чужбина, а техен концерт на 22 октомври 2010 г. е посетен от над 2000 души. Текстовете на песните им са шеговити, често критикуват глобализацията и свободния пазар. Една от запазените марки на групата е боят с колани на песента „La cinghiamattanza“, обект на множество журналистически разследвания в Италия.

## Дискография
- Boicotta/Non votare più (Бойкотирай/Не гласувай повече, 1999)
- La dittatura del sorriso (Диктатура на усмивката, 1999)
- Kriptonite (Криптонит, 2000)
- Fronte dell'essere (Фронт на съществуването, 2002)
- Tante botte – Live in Alkatraz (Толкова тупаници – Лайв от Алкатрас, 2005)
- La ballata dello stoccafisso (2007)
- Estremocentroalto (2007)
- Ecchetelodicoafare (2007)
- Disperato amore (Отчаяна любов, 2010)